# Charlie Bewley
Charles Martin "Charlie" Bewley (Londres, 25 de Janeiro de 1981) é um ator britânico, mais conhecido por interpretar Demetri em Lua Nova e Eclipse, adaptação cinematográfica do segundo e terceiro livro da série de romances de Stephenie Meyer.

## Biografia
Charlie Bewley nasceu e cresceu em Londres, na Inglaterra. Tem dois irmãos e uma irmã, todos mais novos, chamados Lydia, James e Andrew.  Foi educado na Loughborough Grammar School em Leicestershire e na Oakham School em Rutland. É também fundador dos "Rave-Running".

## Carreira

### Representação
Charlie desempenhou o vampiro Demetri Volturi nos filmes Lua Nova, Eclipse e Amanhecer, baseados nos livros homônimos de Stephenie Meyer. Participou de um episódio da série de TV FMA Weekly, como Guest, atuou no filme Like Crazy, como Simon, no filme Ecstasy, como David Lancer, e dublou o personagem Loki, da animação The Outback. Charlie também atuou em Slightly Single in L.A., como Hayden, em Soldiers of fortune, como Vanderbeer, e está participando da série The Vampire Diaries, como Galen Vaughn. Estará no filme Hammer of The Gods, como Steinar.

## Filmografia
| Ano       | Título original     | Título no Brasil      | Título em Portugal | Personagem       |
| 2009      | New Moon            | Lua Nova              | Lua Nova           | Demetri          |
| 2010      | Eclipse             | Eclipse               | Eclipse            | Demetri          |
| 2011      | Like Crazy          | Like Crazy            | Like Crazy         | Simon            |
| 2011/2012 | Amanhecer           | Amanhecer             | Amanhecer          | Demetri          |
| 2013      | The Vampire Diaries | Diários de um Vampiro | Diários do Vampiro | Galen Vaughn     |
| 2013      | Martelo dos Deuses  | Hammer of the Gods    | Hammer Of The Gods | Príncipe Steinar |